# Cima di Medeglia
Die Cima di Medeglia ist ein Berg (1260 m ü. M.) im Schweizer Kanton Tessin südöstlich des Monte-Ceneri-Passes. Namensgebend ist das Dorf Medeglia südöstlich des Gipfels.
Trotz ihrer bescheidenen Höhe ist die Cima di Medeglia waldfrei und bietet damit eine schöne Rundsicht über Bellinzona und die Magadinoebene, zum Lago Maggiore, zum Monte Bar und im Westen auf die Monte Tamaro-Monte-Lema-Kette.
An der Cima di Medeglia befindet sich die Sperrstelle Monte di Medeglia mit Artillerieeinrichtungen aus dem Ersten Weltkrieg.
Der Gipfel ist aus drei Richtungen über Bergwanderwege der Schwierigkeit T2 erreichbar: Aus Nordwesten von der Monte-Ceneri-Passhöhe her, aus Osten von Isone, sowie aus Süden von Rivera und Medeglia. Die Wanderwege führen teilweise über ehemalige Militärstrassen, die zwischen 1913 und 1916 errichtet wurden.

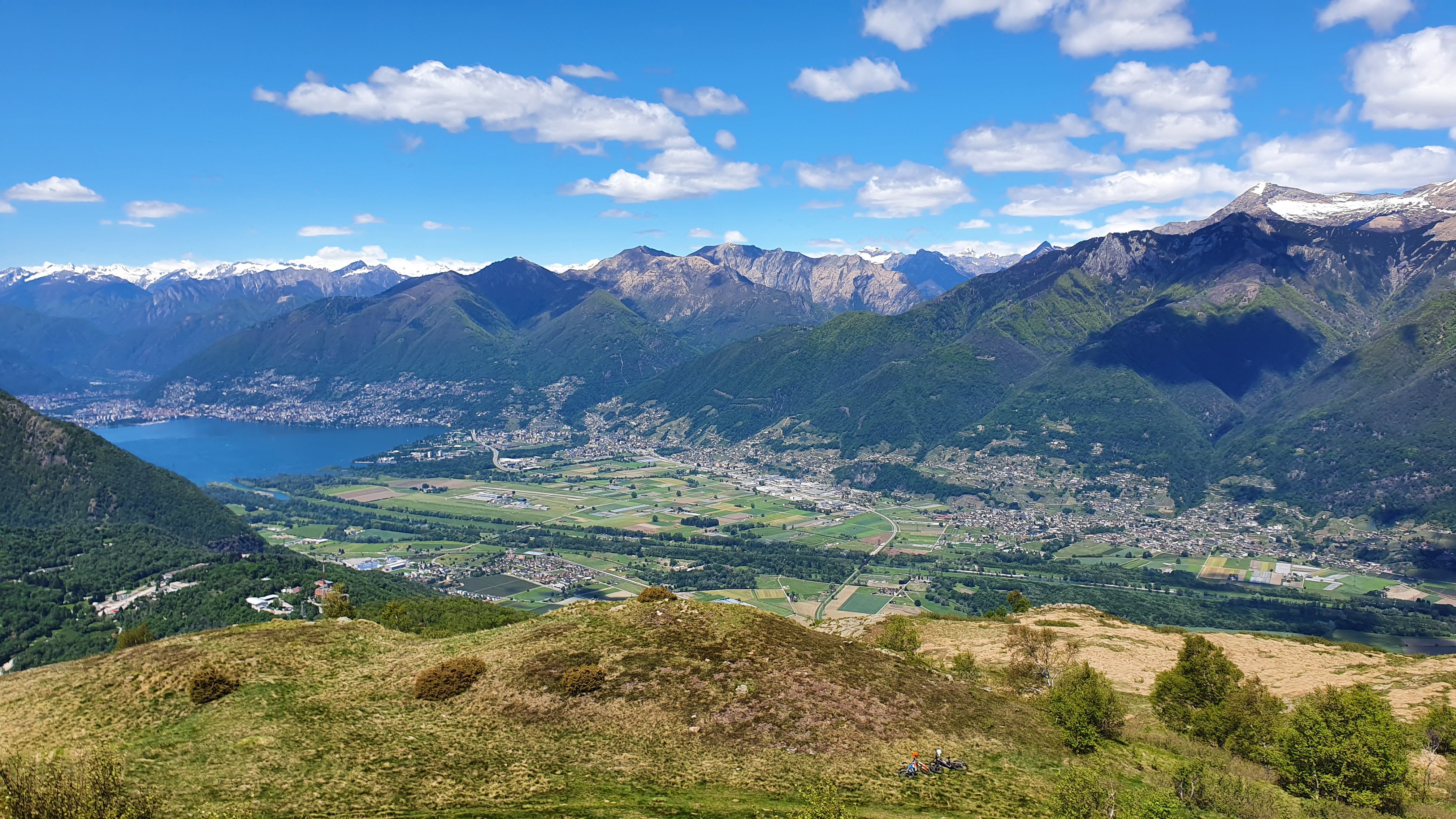
Blick von der Cima di Medeglia zum Lago Maggiore und zur Magadinoebene
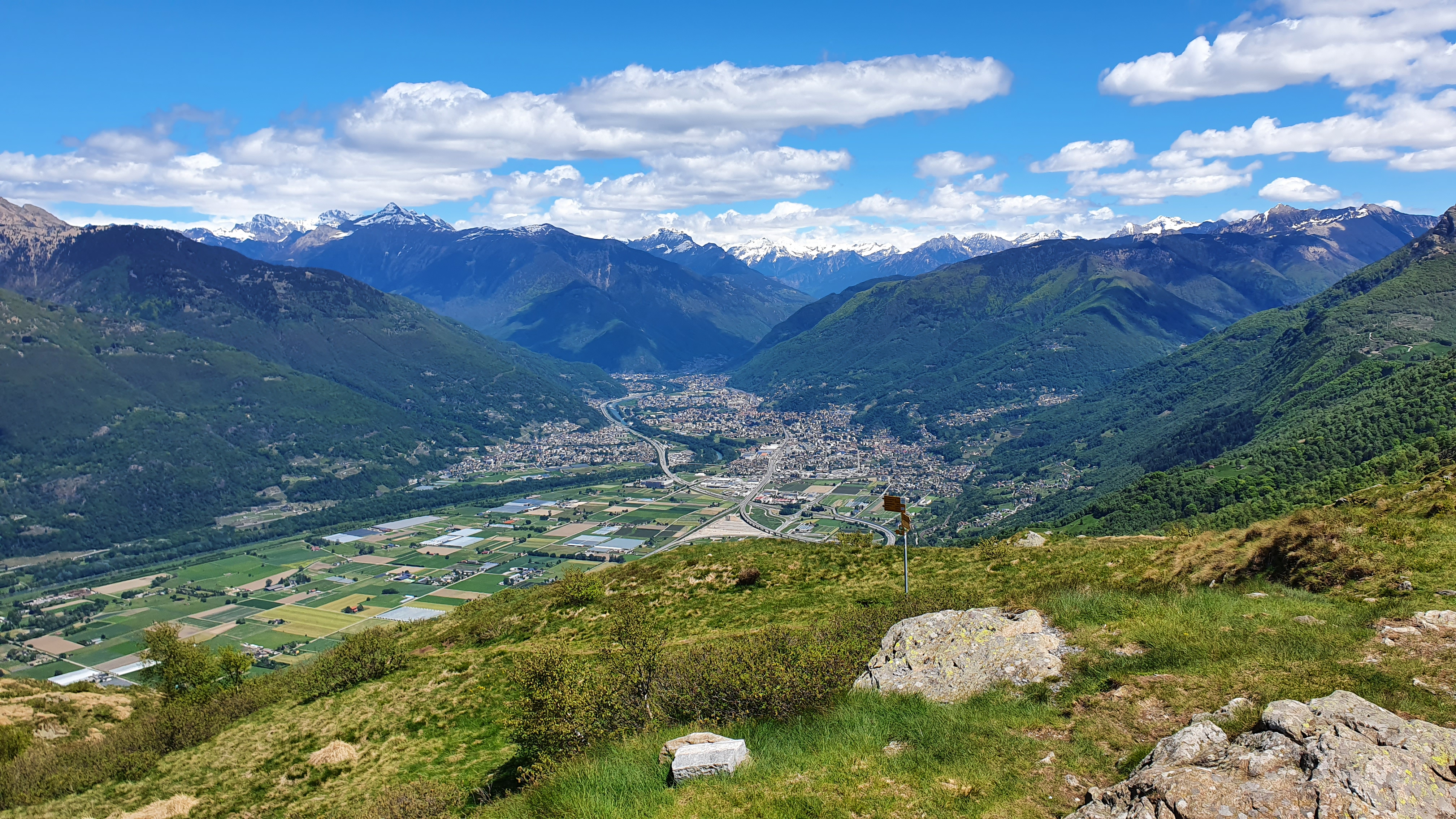
Blick von der Cima di Medeglia Richtung Bellinzona
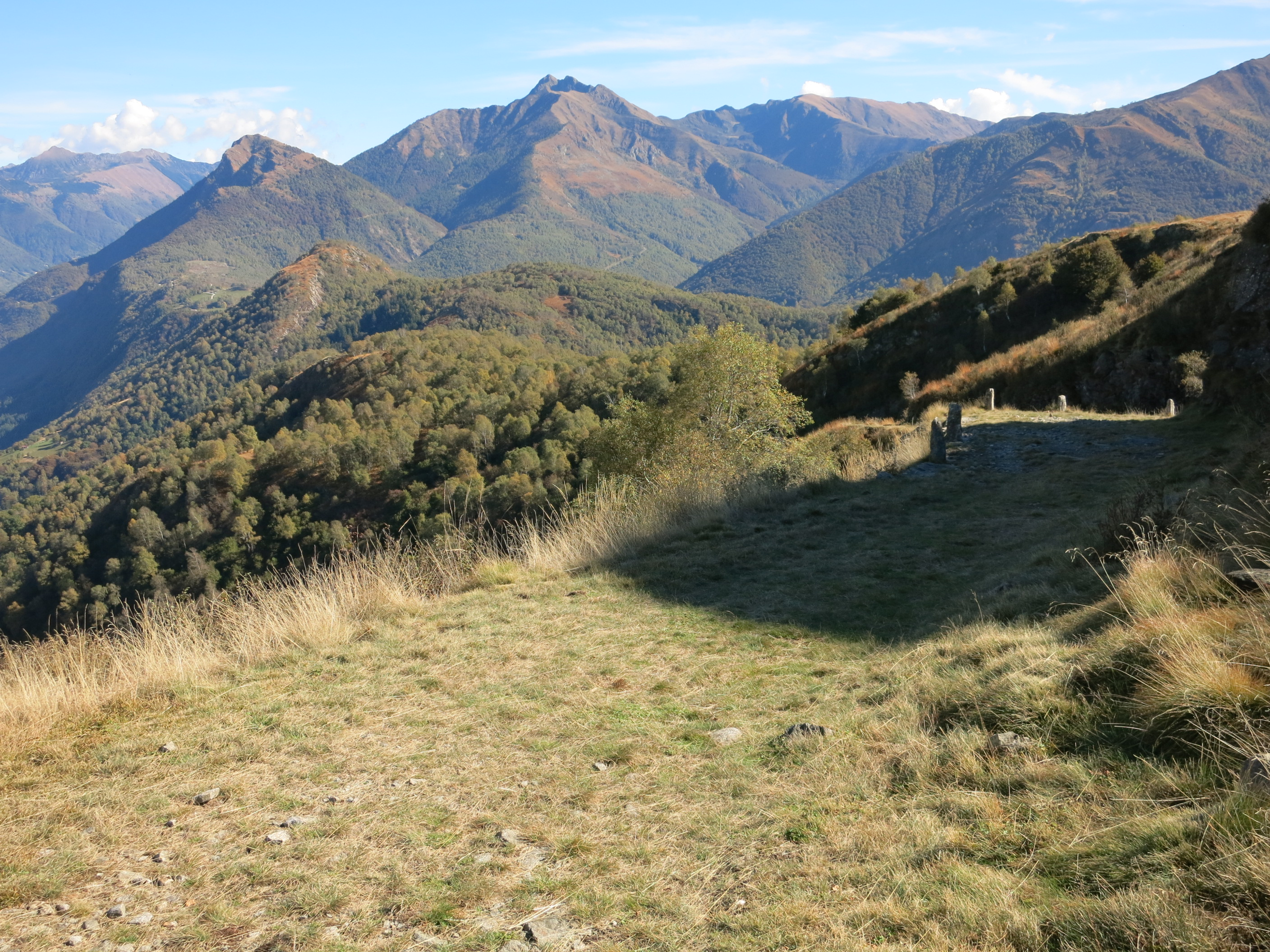
Militärstrasse auf die Cima di Medeglia
Cima di Medeglia während des Ersten Weltkrieges